# Benk
Benk község Szabolcs-Szatmár-Bereg vármegyében, a Záhonyi járásban.

## Fekvése
A vármegye északkeleti részén fekszik. Lakott területei a Tisza bal parti oldalán találhatóak, közigazgatási területének nagyobbik hányada viszont a jobb parti részen, tehát már a Beregi-síkon terül el.
A szomszédos települések: észak felől Tiszamogyorós, északkelet felől Lónya, délkelet felől Mátyus, dél felől Mezőladány, nyugat felől pedig Mándok.
A térség fontosabb települései közül Záhony 22,5, Vásárosnamény 22, Aranyosapáti 10,5, Mándok 5,5, Mezőladány 5,5 , Eperjeske 10, Tuzsér pedig 12,5 kilométer távolságra található.

### Megközelítése
Zsáktelepülés, közúton csak Mándok déli külterületei felől érhető el, a 4115-ös útból keletnek kiágazó 41 108-as számú mellékúton. Határszélét több helyen megközelíti még a beregi térség egyik fő összekötő útjának számító 4113-as út is, de a területére sehol nem lép be.

## Története
Benk neve már 1297-ben Terra Benk néven szerepel az oklevelekben. A falu a Gutkeled nemzetség-hez tartozó Apaj fia Apaj birtoka volt, majd az ugyancsak e nemzetséghez tartozó Anarcsy család birtoka lett.
1480-ban a Bacskayak, az 1500-as években a Tegzes családbeliek birtoka.
A későbbiekben az Anarcsinak nevezett Ujlaki György kapta királyi adományozás útján, az ő halála után újra a királyra szállt vissza. A 18. század végén a Vay család szerezte meg királyi adományként, később pedig a szatmári püspök birtoka volt. A falu figyelemreméltó helyneveit is feljegyezték a 20. század elején: Barát-erdő, Goron, Szerés, és Ó-benk.

## Népesség
A település népességének változása:
| Lakosok száma | 440  | 425  | 418  | 434  | 424  | 419  | 414  |
|               | 2013 | 2014 | 2015 | 2021 | 2022 | 2023 | 2024 |

2001-ben a község lakosságának közel 100%-a magyar nemzetiségűnek vallotta magát.
A 2011-es népszámlálás során a lakosok 95,5%-a magyarnak, 2,8% cigánynak, 0,5% németnek mondta magát (3,5% nem nyilatkozott; a kettős identitások miatt a végösszeg nagyobb lehet 100%-nál). A vallási megoszlás a következő volt: római katolikus 6,1%, református 84,2%, görögkatolikus 1,7%, felekezeten kívüli 1,2% (5,2% nem válaszolt).
2022-ben a lakosság 91,7%-a vallotta magát magyarnak, 11,3% cigánynak, 0,7% ukránnak, 0,2% románnak, 0,2% görögnek, 0,5% egyéb, nem hazai nemzetiségűnek (8,3% nem nyilatkozott; a kettős identitások miatt a végösszeg nagyobb lehet 100%-nál). Vallásuk szerint 3,5% volt római katolikus, 59,2% református, 2,1% görög katolikus, 0,5% egyéb keresztény, 5,4% felekezeten kívüli (29% nem válaszolt).

## Közélete

### Polgármesterei
- 1990–1994: Takács Sándor (MDF)[6]
- 1994–1998: Takács Sándor (MDF)[7]
- 1998–2002: Takács Sándor (független)[8]
- 2002–2006: Uzonyi Dezső (független)[9]
- 2006–2010: Orosz József (független)[10]
- 2010–2014: Mészáros Lajos (független)[11]
- 2014–2019: Mészáros Lajos (Fidesz-KDNP)[12]
- 2019–2022: Mészáros Lajos (független)[13]
- 2022–2024: Dancs Ákos (független)[14]
- 2024– : Dancs Ákos (Fidesz-KDNP)[1]

A településen 2022. december 11-én időközi polgármester-választást kellett tartani, az előző polgármester 2022. július 31-i lemondása miatt.

## Nevezetességei
- Református templom - 1801-1831 között épült.